# Station Żelazno
Station Żelazno is een spoorwegstation in de Poolse plaats Żelazno.